# Nocleg (film)
Nocleg – polski film psychologiczny z 1973 roku o zagrożeniu jednostki przez otoczenie.

## Obsada
- Zbigniew Zapasiewicz - gość
- Marek Walczewski - gospodarz Zyga
- Edward Kusztal - kumpel gospodarza
- Zbigniew Bielski - Mietek, kumpel gospodarza